# Goese Sas
Het Goese Sas, ook wel Het Sas genoemd, dankt zijn naam aan het daar gelegen sas.
Het is een buurtschap in de gemeente Goes dat hoort bij het dorp Wilhelminadorp. Het ligt aan de monding van Havenkanaal vanuit Goes in de Oosterschelde, waar zich de sluis bevindt. Frans Naerebout zou er sluiswachter zijn geweest, maar het is door problemen met de sluis nooit tot feitelijke werkzaamheden gekomen.
In het Goese Sas bevindt zich een jachthaven, een horecagelegenheid (Het Loze Vissertje) en enkele woonhuizen. De dijk bij het Goese Sas is in trek bij badgasten. Langs de dijk richting de Zandkreekdam zijn bovendien een rietput en twee bekende duikstekken, direct naast de sluis Goese Sas en even verderop Putti's place.
Aan de zuidkant van het kanaal is een kwekerij van levend visaas. Het gaat over zagers.
Het Goese Sas in de jaren vijftig en zestig werd uitgebreid beschreven in de roman Pier en oceaan van Oek de Jong.
Stad: Goes

Dorpen: 's-Heer Arendskerke · 's-Heer Hendrikskinderen · Kattendijke · Kloetinge · Oud-Sabbinge · Wilhelminadorp · Wolphaartsdijk

Buurtschappen: Abbekinderen · Blauwewijk · De Groe · Eindewege · Goese Sas · Monnikendijk · Noordeinde · Oude Veerdijk · Planketent · Roodewijk · Sluis de Piet · Terlucht · Tervaten · Waanskinderen · Wissekerke

Zeeland: Steden en dorpen in Zeeland      Nederland: Provincies · Gemeenten